# Albacete-Los Llanos
Albacete-Los Llanos – stacja kolejowa w północno-wschodniej części miasta Albacete znajdująca się na linii dużych prędkości Madryt – Levante, na odgałęzieniu tej linii do Albacete, która w przyszłości będzie przedłużona do Alicante. Została oficjalnie otwarta 16 grudnia 2010 r. Ze stacji oprócz szybkich pociągów AVE korzystają również inne narodowego przewoźnika Renfe (Alaris, Altaria, Alvia, Arco czy Trenhotel) oraz pociągi regionalne.